# 岷王 (明朝第十二任)
岷王朱雍？（？—？），明朝第十一代岷王，岷王朱禋之子，名字已佚，只知為「雍」字輩的明朝宗室。他在永曆二年（1648年）正月由南明朝廷封為岷王。他在位十四年。永曆十六年（1662年）南明亡，他逃入暹羅，不知所終，明岷國滅亡。
| 前任者： 父朱禋 | 明岷國國王 1648年－1662年 | 無 原因：清朝廷撤除封國 |